# Зет (Гольштейн)
Зет (нем. Seth) — община в Германии, в земле Шлезвиг-Гольштейн.
Входит в состав района Зегеберг. Подчиняется управлению Ицштедт. Население составляет 1 908 человек (на 31 декабря 2010 года). Занимает площадь 10,55 км².
Община основана в 1588 году. На протяжении веков в болотах, расположенных рядом с Зетом, добывают торф.